# Atchison County (Kansas)
Atchison County ist ein County im Bundesstaat Kansas der Vereinigten Staaten. Der Verwaltungssitz (County Seat) ist Atchison. Das U.S. Census Bureau hat bei der Volkszählung 2020 eine Einwohnerzahl von 16.348 ermittelt.

## Geographie
Das County liegt fast im äußersten Nordosten von Kansas, grenzt im Osten an Missouri und hat eine Fläche von 1127 Quadratkilometern, wovon sieben Quadratkilometer Wasserfläche sind. Es grenzt im Uhrzeigersinn an folgende Countys: Doniphan County, Buchanan County und Platte County in Missouri, Leavenworth County, Jefferson County, Jackson County und Brown County.

## Geschichte

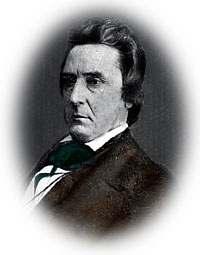
David Rice Atchison

Atchison County wurde am 30. August 1855 als Original-County gebildet und gehört zu den ersten 33 Countys, die von der ersten Territorial-Verwaltung gebildet wurden. Benannt wurde es nach David Rice Atchison, einem US-Senator von Missouri. Am 4. Juli 1804 benannten die Mitglieder der Lewis-und-Clark-Expedition den bei Atchison fließenden kleinen Fluss als Independence Creek.
Die ersten Europäer, die dieses Gebiet betraten, waren wohl französische Händler, die im ersten Quartal des 18. Jahrhunderts den Mississippi überquerten. 1764 hatten sich französische Händler entlang des Missouri Rivers niedergelassen. Auch die Lewis-und-Clark-Expedition wanderte 1804 entlang der östlichen Grenzen des späteren Countys und verbrachte hier eine gewisse Zeit zur Erforschung der Ufer des Missouri Rivers.
1833 erbaute die Methodist Episcopal Church eine Missionsstation in dieser Gegend.
Im Juli 1854 wurde die Stadt Atchison, benannt nach David R. Atchison, von Siedlern gegründet. Atchison war Präsident des Senats und amtierender Vize-Präsident der Vereinigten Staaten. 1860 erhielt das County Eisenbahnanschluss an die St. Joseph & Atchison Railroad, was zu einem Handelsaufschwung führte. Ab 1872 war Atchison Ausgangspunkt der weiter Richtung Südwesten führenden Atchison, Topeka and Santa Fe Railway (ATSF).
Insgesamt sind 41 Bauwerke und Stätten des Countys im National Register of Historic Places eingetragen.

## Demografische Daten

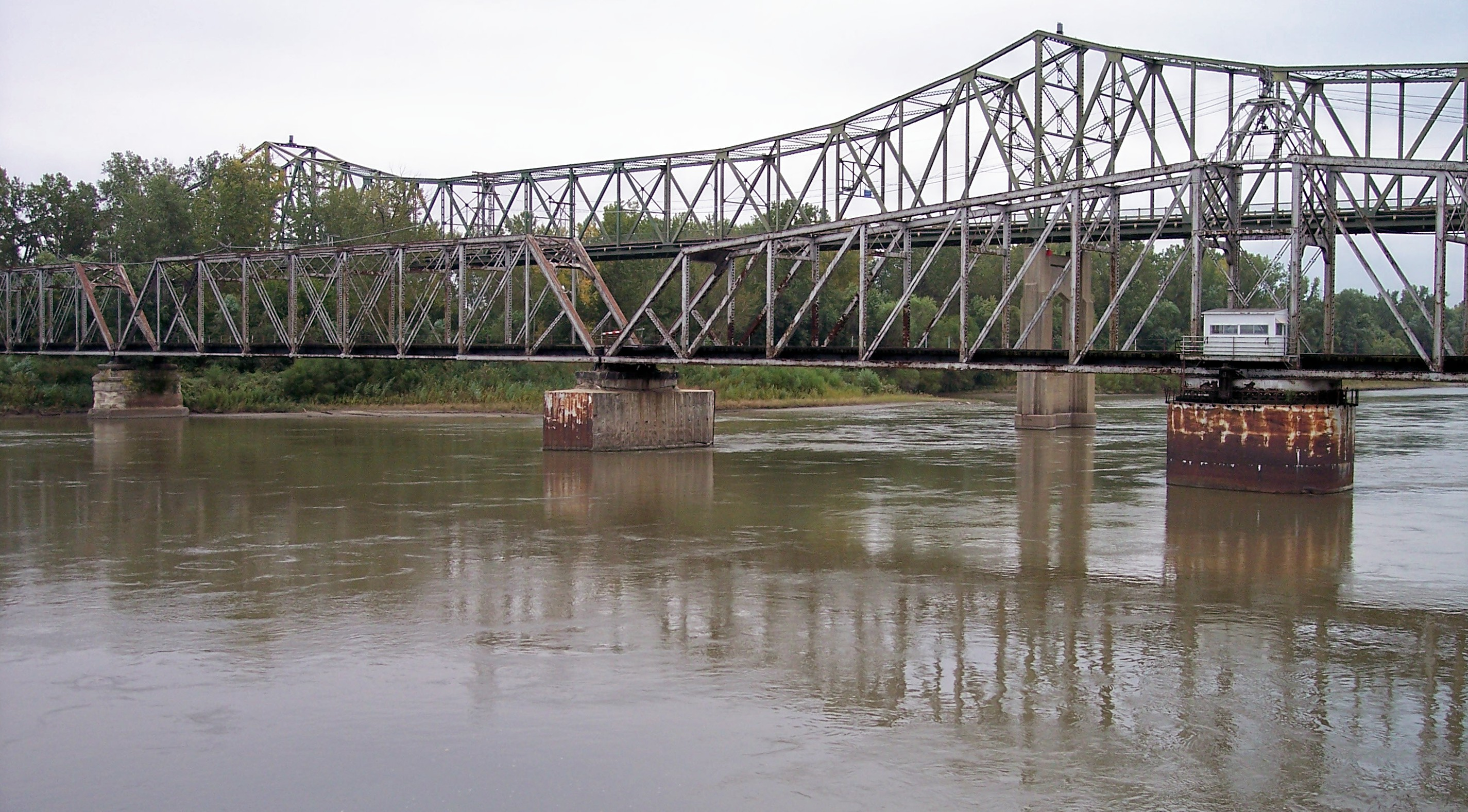
Amelia Earhart Bridge über den Missouri River

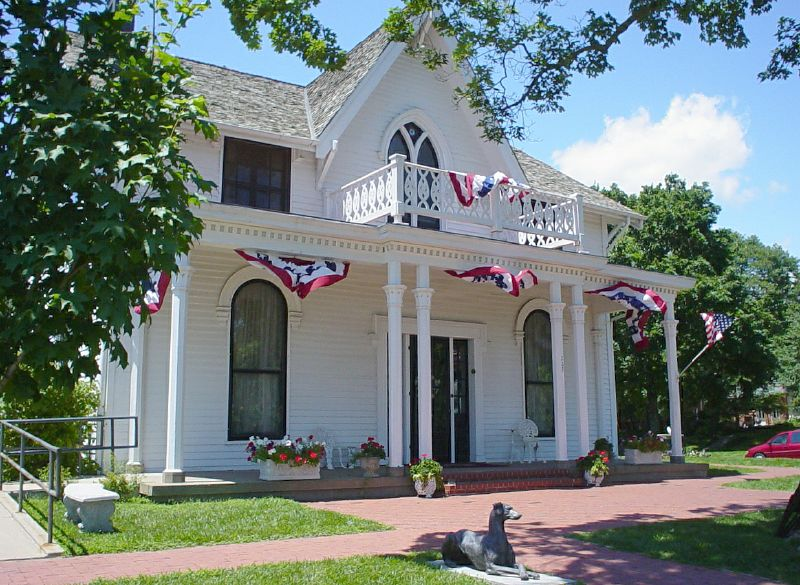
Amelia Earhart Home, gelistet im NRHP

Nach der Volkszählung im Jahr 2000 lebten im Atchison County 16.774 Menschen in 6.275 Haushalten und 4.279 Familien im Atchison County. Die Bevölkerungsdichte betrug 15 Einwohner pro Quadratkilometer. Ethnisch betrachtet setzte sich die Bevölkerung zusammen aus 91,62 Prozent Weißen, 5,32 Prozent Afroamerikanern, 0,55 Prozent amerikanischen Ureinwohnern, 0,34 Prozent Asiaten, 0,06 Prozent Bewohnern aus dem pazifischen Inselraum und 0,51 Prozent aus anderen ethnischen Gruppen; 1,59 Prozent stammten von zwei oder mehr Ethnien ab. 1,95 Prozent der Bevölkerung waren spanischer oder lateinamerikanischer Abstammung.
Von den 6.275 Haushalten hatten 32,4 Prozent Kinder unter 18 Jahren, die mit ihnen gemeinsam lebten. 54,3 Prozent waren verheiratete, zusammenlebende Paare, 10,0 Prozent waren allein erziehende Mütter und 31,8 Prozent waren keine Familien. 27,6 Prozent aller Haushalte waren Singlehaushalte und in 12,8 Prozent lebten Menschen mit 65 Jahren oder darüber. Die Durchschnittshaushaltsgröße betrug 2,51 und die durchschnittliche Familiengröße betrug 3,05 Personen.
26,7 Prozent der Bevölkerung waren unter 18 Jahre alt. 11,3 Prozent zwischen 18 und 24 Jahre, 24,5 Prozent zwischen 25 und 44 Jahre, 21,4 Prozent zwischen 45 und 64 Jahre und 16,2 Prozent waren 65 Jahre alt oder älter. Das Durchschnittsalter betrug 36 Jahre. Auf 100 weibliche Personen kamen 93,3 männliche Personen. Auf 100 erwachsene Frauen ab 18 Jahren kamen 90,3 Männer.

Das jährliche Durchschnittseinkommen eines Haushalts betrug 34.355 USD, das Durchschnittseinkommen einer Familie betrug 40.614 USD. Männer hatten ein Durchschnittseinkommen von 29.481 USD, Frauen 20.485 USD. Das Prokopfeinkommen betrug 15.207 USD. 7,9 Prozent der Familien und 13,3 Prozent der Bevölkerung lebten unterhalb der Armutsgrenze.

## Orte im County
- Arrington
- Atchison
- Cummings
- Dalbey
- Effingham
- Farmington
- Good Intent
- Hawthorne
- Huron
- Kennekuk
- Lancaster
- Larkinburg
- Monrovia
- Muscotah
- Oak Mills
- Parnell
- Port Williams
- Potter
- Saint Pats

Townships
- Benton Township
- Center Township
- Grasshopper Township
- Kapioma Township
- Lancaster Township
- Mount Pleasant Township
- Shannon Township
- Walnut Township